# رابرت پی. کر
رابرت پی. کِـر (انگلیسی: Robert P. Kerr؛ ‏ ۹ اکتبر ۱۸۹۲ – ۵ سپتامبر ۱۹۶۰) کارگردان فیلم، بازیگر و فیلم‌نامه‌نویس اهل ایالات متحده آمریکا بود.
از فیلم‌هایی که وی در آن‌ها نقش داشته‌است، می‌توان به همه‌فن‌حریف و یک پخمه زبل اشاره نمود.